# Gróvios
Os gróvios (em latim: grovii) eram um povo galaico do convento bracarense. Os gróvios viviam no vale do rio Minho, o seu ópido ("cidade") mais importante era Tude (actual Tui, Galiza). Eram particularmente devotos do deus Turiaco.

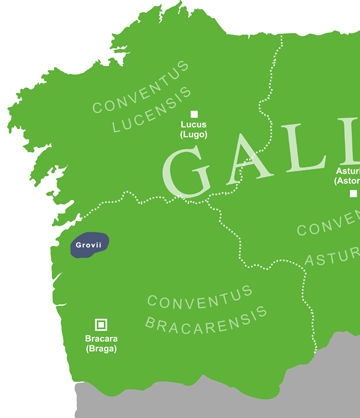
Área ocupada pelos Gróvios

Mencionados em as obras de Pompónio Mela, Plinio o Velho, Sílio Itálico e Ptolomeu
Pompónio Mela situa-os geograficamente, na sua obra "De Chorographia" nas terras banhadas pelos rios "Avo", "Celadus", "Nebis", "Minius" e "Límia/Oblivio". Recebe as águas do Rio "Laeros" e do Rio "Ulla", no limite norte. Nas suas terras situa-se o ópido de Lambriaca (acual Vigo, Galiza). Na concepção geográfica de Pompónio, os Gróvios ocupavam conseguintemente, pelo menos, parte das regiões que depois se denominaram Galiza e Entre-Douro-e-Minho. Pompónio Mela considerava todos os povos do noroeste peninsular eram célticos com excepção dos Gróvios. Plínio também não os considerava celtas e propunha uma origem grega.

## Toponímia
O nome destes povos, também veio a reflectir-se na toponímia de várias localidades situadas nas regiões da Galiza e em Portugal.
Como é o caso das localidades de: Gróvia, situada no Concelho de Ponte de Lima; Grovos, situada no concelho de Amares; Grova, situada no concelho de Arcos de Valdevez; Grove, situada no concelho de Valença; e Grovelas, situada no concelho de Ponte da Barca. 